# Liste der denkmalgeschützten Objekte in Žihobce
Grundlage dieser Liste der denkmalgeschützten Objekte in Žihobce ist die ÚSKP-Liste (Ústřední seznam kulturních památek České republiky, deutsch Zentrale Liste der Kulturdenkmäler der Tschechischen Republik), die von der tschechischen Denkmalschutzbehörde NPÚ (Národní památkový ústav, deutsch Nationale Denkmalbehörde) seit 1987 geführt wird und an die seit dem Jahr 1850 geschaffenen Listen anschließt.

## Denkmalgeschützte Objekte nach Ortsteilen

### Žihobce
| Lage                          | Objekt                | Beschreibung | ÚSKP-Nr.                  | Bild           |
| ----------------------------- | --------------------- | --- | ------------------------- | -------------- |
| Žihobce, Ortsmitte (Standort) | Kirche der Verklärung | Ein monumentales pseudoromanisches Gebäude mit einem komplexen Grundriss, das 1872–76 an der Stelle der ursprünglichen Kirche errichtet wurde. An den reich strukturierten Fassaden und im Innenraum wurden pseudoromanische Elemente verwendet. Vor der Kirche Terrasse mit Treppe. | 100200 Info Katalog       | weitere Bilder |
| Žihobce, Žihobce 9 (Standort) | Schloss Žihobce       | Im Kern Renaissance-Festung aus dem Beginn des 17. Jahrhunderts, 1688 zu einem Barockschloss mit großem Naturlandschaftspark umgebaut, ergänzt durch Empire-Gewächshaus und Stallungen.                                                                                              | 26552/4-3525 Info Katalog | weitere Bilder |

### Bílenice
| Lage                                        | Objekt        | Beschreibung | ÚSKP-Nr.                  | Bild          |
| ------------------------------------------- | ------------- | --- | ------------------------- | ------------- |
| Bílenice, Bílenice 15, Dorfplatz (Standort) | Gehöft Nr. 15 | Geschlossener Bauernhof aus der Mitte des 19. Jahrhunderts mit Eingangstor und erhaltenen Wirtschaftsgebäuden im Innenhof. | 33382/4-4103 Info Katalog | Gehöft Nr. 15 |

### Kadešice
| Lage                           | Objekt           | Beschreibung | ÚSKP-Nr.                  | Bild             |
| ------------------------------ | ---------------- | --- | ------------------------- | ---------------- |
| Kadešice, Dorfplatz (Standort) | St.-Anna-Kapelle | Rechteckige Kapelle mit halbkreisförmigem Abschluss, dreieckigem Giebel und polygonalem Glockenturm auf dem Dachfirst. Die Fenster an der Kapelle und im Giebel haben die Form eines Kästchens. Spätbarocker Sakralbau aus dem Jahr 1772. | 34505/4-3282 Info Katalog | St.-Anna-Kapelle |